# Dryodora
Dryodora is een geslacht van ribkwallen uit de klasse van de Tentaculata.

## Soort
- Dryodora glandiformis (Mertens, 1833)